# Areca laosensis
Cau núi hay cau Lào hoặc sơn binh lang (danh pháp khoa học: Areca laosensis) là loài thực vật có hoa thuộc họ Arecaceae. Loài này được Becc. mô tả khoa học đầu tiên năm 1910.